# Blind Dog
I Blind Dog sono stati un gruppo musicale stoner svedese formato nel 1995 a Halmstad e scioltosi nel 2008.

## Formazione
- Tobias Nilsson - voce, basso
- Joakim Thell - chitarra
- Thomas Elenvik - batteria

## Discografia
- 2000 The Last Adventures of Captain Dog
- 2003 Captain Dog Rides Again
- 2008 Captain Dog Logs Out